# Michel Suleiman
Michel Suleiman (in arabo ميشال سليمان‎?, talvolta traslitterato Michel Sleiman; Amshit, 21 novembre 1948) è un politico e generale libanese, quindicesimo Presidente della Repubblica del Libano.

## Biografia
Nato ad Amshit il 21 novembre 1948 da una famiglia cristiana maronita, Michel Suleiman si è graduato come sottotenente presso l'Accademia militare nel 1970, scalando i ranghi dell'esercito sino a diventare generale di brigata nel 1996.
Michel Suleiman ha ottenuto una laurea in Scienze Politiche dall'Università Libanese nel 1980.
È stato Capo di Stato Maggiore delle forze armate libanesi a partire dal 21 dicembre 1998, fino al 2008.
Suleiman è stato eletto dal parlamento con 118 voti su 127 come Presidente della Repubblica il 25 maggio 2008. È stato eletto come candidato di compromesso dopo un accordo di mediazione tra le diverse fazioni politiche libanesi, raggiunto pochi giorni prima della sua elezione a Doha, in Qatar.
Il suo mandato si conclude il 25 maggio 2014 e il primo ministro Tammam Salam ne assume le funzioni a interim

## Onorificenze

### Onorificenze libanesi
Personalmente è stato insignito dei titoli di: